# 김재병

## 개요
김재병(1968년 ~ )은 대한민국의 소방공무원이다. 2025년 3월 12일 제22대 경기도 소방재난본부 본부장으로 취임하였다.

## 생애
김재병은 1997년 제9기 소방간부후보생으로 임용되어 공직을 시작했다. 이후 종로소방서, 마포소방서 서장을 지냈으며, 이어 중앙소방학교 인재개발과장, 서울소방학교장, 소방청 기획재정담당관·대응총괄과장, 행정안전부 소방정책관 등을 역임했다. 그 후 경상남도 소방본부 본부장을 거쳐 경기도 본부장으로 취임했다.

## 활동

### 경기도소방재난본부장
2025년 3월 12일 취임 후 김 본부장은 “안전한 경기, 도민이 행복한 경기 실현”이라는 비전을 제시하며 공식 업무를 시작했다.
2025년 5월 21일에는 평택 공군작전사령부 및 오산 공군기지 소방대를 방문하여 군·소방 간 협력체계를 점검하고, 대형 재난 대응을 강화할 계획을 밝혔다.
2025년 5월 19일에는 안산 풍도를 방문해 지역 의용소방대원들을 격려하고 훈련을 점검했다.
2025년 6월, 김 본부장은 도내 5년간 초중고 화재 174건 발생 사실을 밝히며 “아이들이 안심하고 배울 수 있는 학교 환경을 만드는 것은 우리 모두의 책임”이라고 강조했다.

## 학력
- 동의대학교 물리학과 학사[2]

## 경력
- 1997년 : 제9기 소방간부후보생 임용
- 서울특별시 종로소방서 서장
- 서울특별시 마포소방서 서장
- 중앙소방학교 인재개발과장
- 서울소방학교 교장
- 소방청 기획재정담당관
- 소방청 대응총괄과장
- 행정안전부 소방정책관
- 경상남도 소방본부 본부장
- 2025년 3월 : 제22대 경기도 소방재난본부 본부장 (소방정감)